# Helius dugaldi
Helius dugaldi är en tvåvingeart som beskrevs av Alexander 1945. Helius dugaldi ingår i släktet Helius och familjen småharkrankar. Inga underarter finns listade i Catalogue of Life.